# Palazzina Reale di Santa Maria Novella
La Palazzina Reale di Santa Maria Novella si trova a Firenze, vicino alla stazione di Santa Maria Novella, e fu costruita intorno al 1935. È attualmente sede dell'Ordine degli Architetti, Pianificatori, Paesaggisti e Conservatori della Provincia di Firenze.

## Storia
Prevista nel progetto di concorso del 1932 per il Fabbricato Viaggiatori della Stazione di Firenze redatto dal "Gruppo Toscano", la Palazzina venne radicalmente riprogettata nelle forme attuali nel 1934, come testimoniano i disegni conservati nell'Archivio Ufficio Lavori Compartimentali delle FF.SS., datati 31 marzo 1934.
Secondo il "Rapporto riassuntivo" sullo stato di avanzamento dei lavori, il 6 giugno 1934 erano state ultimate quasi del tutto le murature a rustico.
La palazzina fu inaugurata insieme alla stazione il 30 ottobre 1935 alla presenza del Re Vittorio Emanuele III e del ministro Costanzo Ciano.
Destinata alla sosta e alla residenza temporanea del Re e della corte (che non disponeva più della reggia di Palazzo Pitti dopo che questa era stata aperta come museo), l'edificio, la cui architettura "in stile" appare "lontana dal fluido razionalismo del Fabbricato Viaggiatori", si caratterizza per la preziosità dei materiali di rivestimento, la ricercatezza dei particolari e delle finiture.

## Attribuzione

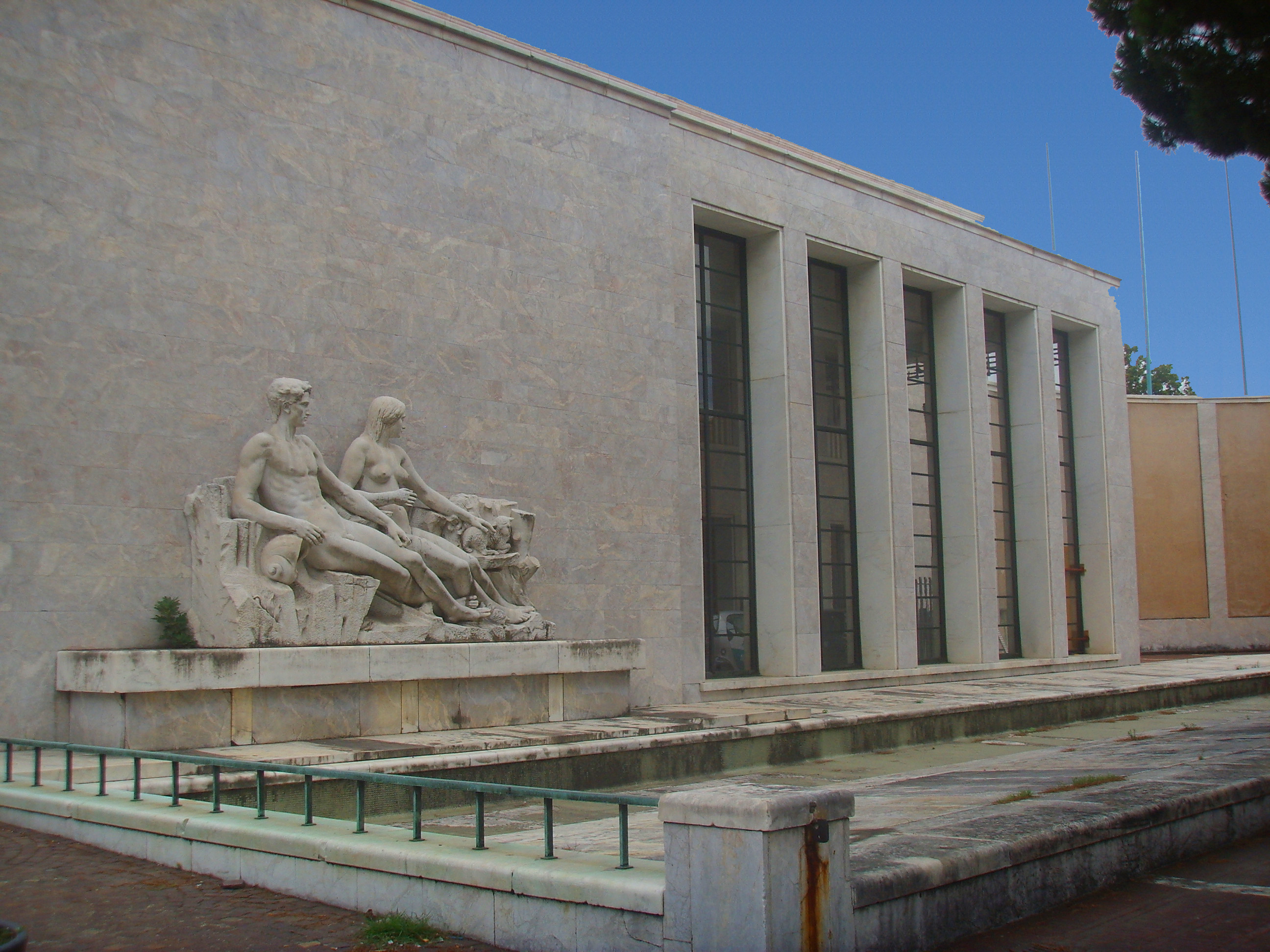
Il prospetto su piazza Adua

L'univoca attribuzione dell'opera a Giovanni Michelucci non sembra avere riscontri documentari validi. Diverse circostanze indicano al contrario la progettazione collettiva dell'opera: in una lettera dell'architetto Italo Gamberini a Roberto Papini vengono elencati non solo i materiali impiegati nella costruzione e nei rivestimenti della stazione ma anche quelli utilizzati nella Palazzina; i disegni portano la firma di Giovanni Michelucci sottoscritta al timbro "Gruppo Toscano", al pari dei progetti per la Stazione e inoltre nelle commissioni giudicatrici dei due concorsi banditi nel gennaio 1935 per le decorazioni pittoriche e plastiche della Palazzina, facevano parte Italo Gamberini e Pier Niccolò Berardi in specifica rappresentanza dei progettisti.
Secondo un commento coevo, la Palazzina Reale, per la sua "semplicità", rappresenta nel complesso della stazione «...la più interessante ed intelligente ripresa del lineare spirito fiorentino che si sia avuta dalla fine del Quattrocento in poi».
Secondo Cresti, per il quale la "marmorea e algida" palazzina Reale è dovuta interamente al disegno di Michelucci, l'edificio mostra, per il nitido geometrismo e per una certa retorica a livello formale, caratteristiche analoghe alla Casa del Fascio di Giuseppe Terragni, considerata del resto come un "modello suggestivo capace di fondere, in una brillante sintesi, classicità, mediterraneità e modernità".

## Descrizione

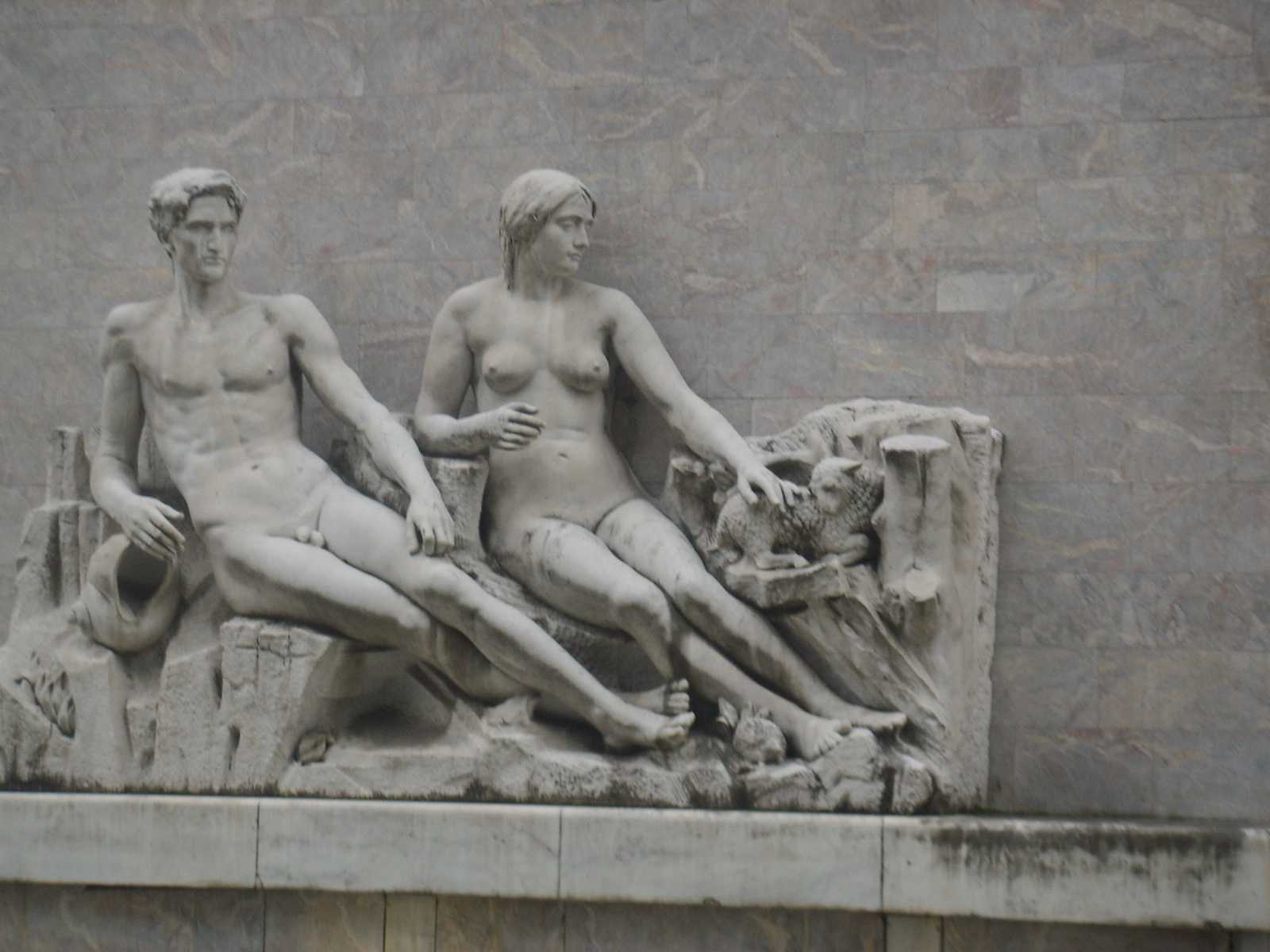
La Fontana dellArno e la sua Vallata

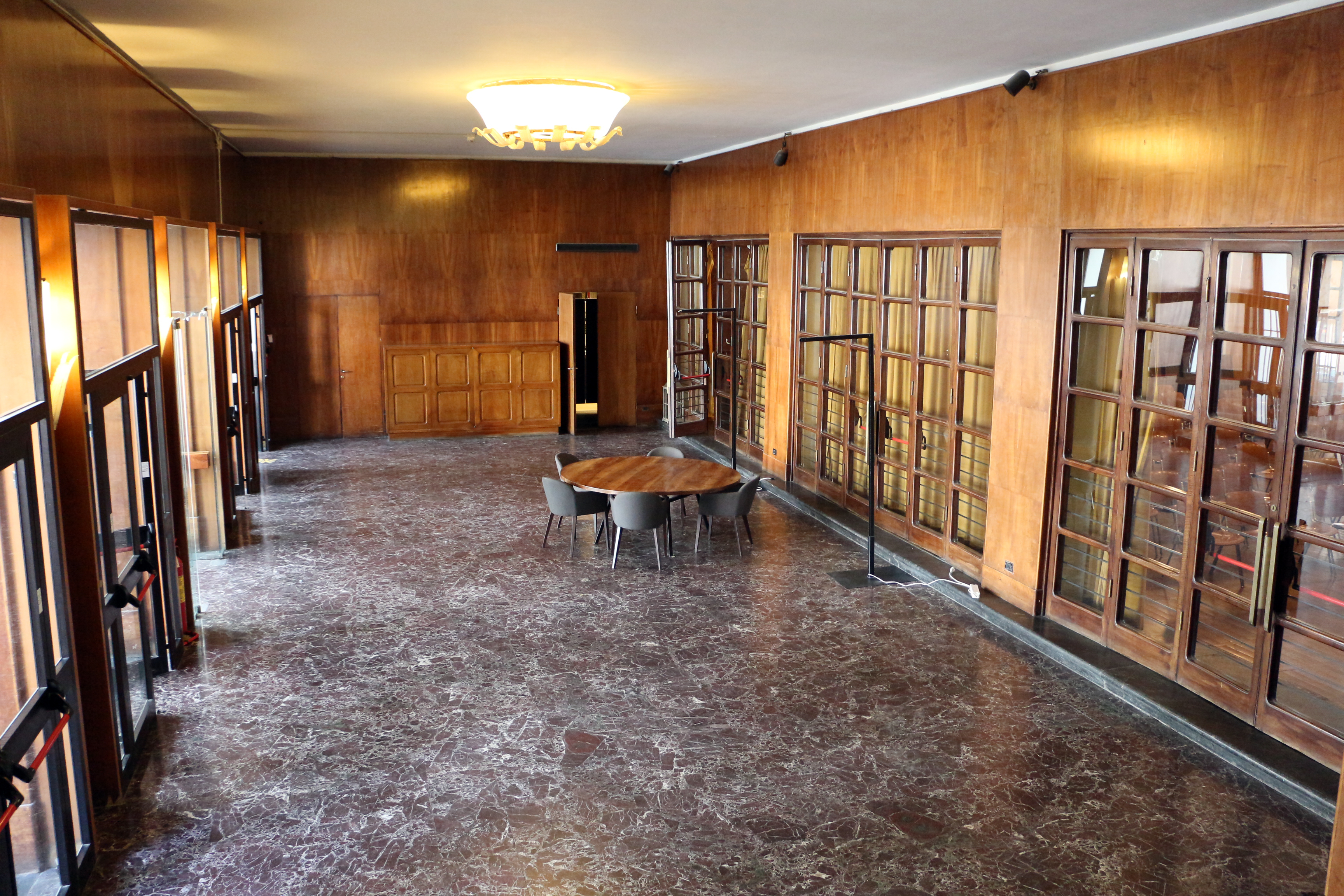
L'atrio

Avanzata rispetto all'ala lungo via Valfonda della Stazione, da cui si stacca nettamente per il totale rivestimento in marmo fior di pesco carnico, la Palazzina conclude il lungo sviluppo del fabbricato stesso e si staglia con la pura geometria delle sue linee come fondale dello spazio ad esso antistante.
Si sviluppa su una pianta quadrata di circa 28 metri per lato, organizzata all'interno attorno al salone reale, racchiuso tra due vestiboli sui lati lunghi e circondato sui lati opposti dalla saletta particolare del re e dalla saletta dei ministri, con i relativi servizi.
La palazzina, nel 1990, fu restaurata al suo interno ed oggi mantiene le sue forme originali, costituite da molti legni di pregio.

### Esterno
L'accesso alla Palazzina, ora presidenziale, è consentito sia direttamente dal marciapiede binari tramite un cortile pilastrato, pavimentato in mosaico color rosso vivo e ornato di palme, sia dai cinque alti fornici del portico d'onore prospiciente via Valfonda, a sua volta collegato ortogonalmente con i binari tramite una galleria di passaggio illuminata da due file di ampie finestrature.
Su lato verso via Valfonda la Palazzina è preceduta da una esedra destinata originariamente alle manovre degli automezzi davanti al portico d'ingresso, circoscritta da un muro ritmato da paraste. In questo spazio si disegna una lunga vasca rivestita in tessere azzurre e bordata in marmo, nella quale si rispecchia il candido gruppo statuario dell'Arno e la sua Vallata, opera di Italo Griselli, addossato al settore "pieno" del portico d'onore. La fontana è composta da una figura maschile e una femminile in posizione seduta, tipica della rappresentazione dei fiumi, davanti a una grande vasca-piscina. Sembra che nel volto dell'uomo lo scultore avesse omaggiato l'architetto Michelucci.
In altezza il volume del corpo di fabbrica appare maggiormente elevato rispetto ai porticati per la presenza della balaustrata compatta che corre lungo tutto il perimetro, dissimulando la copertura a capanna del salone centrale.
Dall'Aprile 2016, lo spazio esterno è stato riaperto al pubblico dopo vari anni di chiusura da Grandi Stazioni S.p.A. in collaborazione con il gruppo privato ECV Group.

### Interno

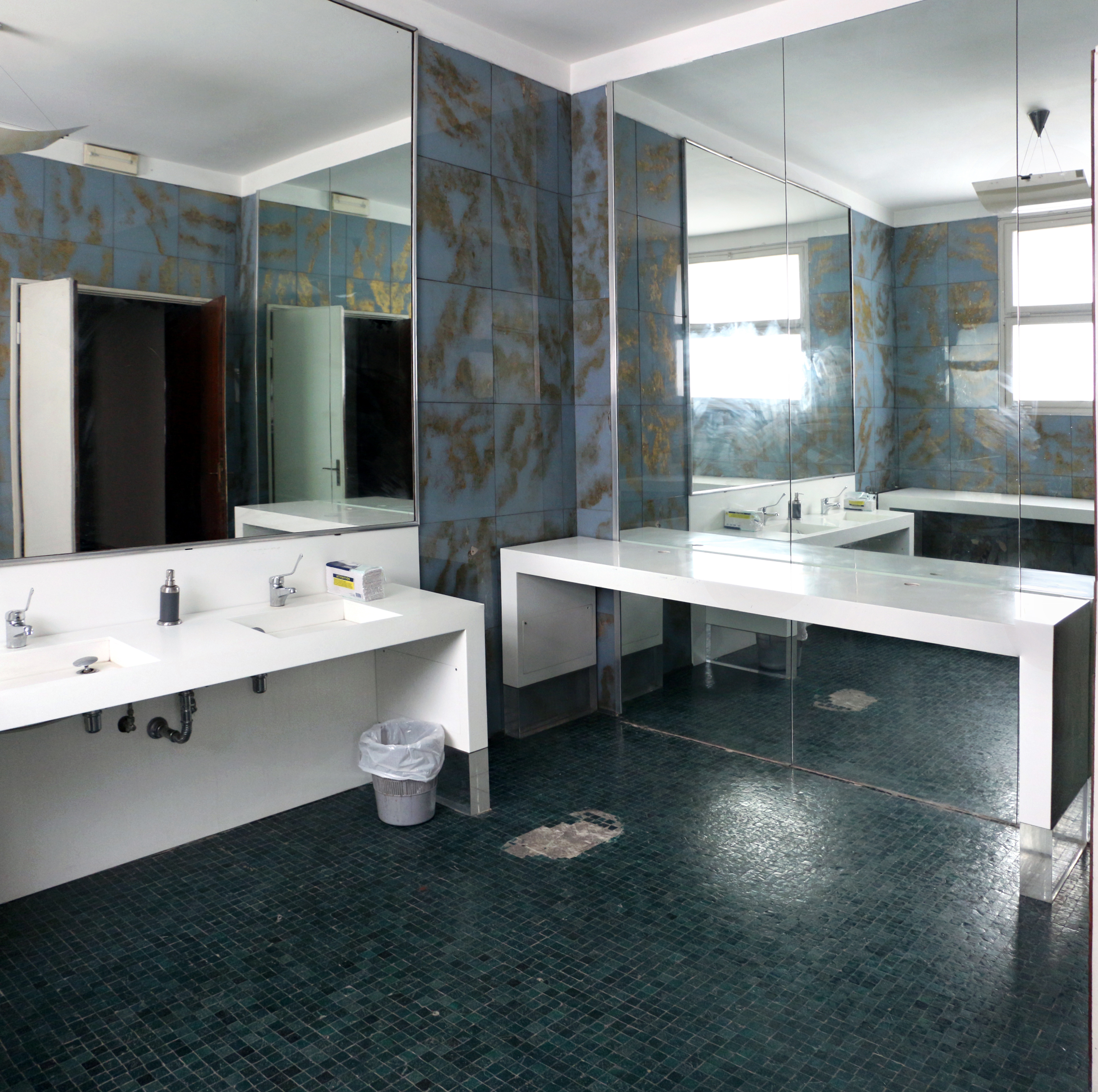
La sala da bagno

Il trattamento dell'interno, che nella semplicità dell'articolazione planimetrica affida la sua qualificazione all'uso raffinato dei materiali pregiati, amplifica la sensazione di fasto che già il rivestimento dell'esterno annunciava.
Le pavimentazioni della galleria di passaggio e del portico d'onore sono in serpentino verde delle Alpi, mentre le pareti ripetono il totale rivestimento in marmo fior di pesco carnico su cui risaltano le cornici in massello di marmo bianco di Carrara delle finestrature, della vetrata di accesso alla saletta interna - rialzata su gradini di diorite - e del davanzale modanato delle aperture del primo piano.
Il vestibolo d'onore, aperto sul lato dei binari con tre grandi vetrate con infissi di legno, presenta pavimenti in marmo rosso di Levanto, pareti in stucco romano e rivestimenti in noce ed è arricchito da due bassorilievi in stucco con un episodio dell'assedio di Firenze, opera di Mario Moschi, e un Momento della costruzione della cupola del Brunelleschi, di Giannetto Mannucci.
Il salone reale, sviluppato in verticale per i 10 m di altezza totale dell'edificio, è illuminato da un grande velario in vetro giallo ondulato, ritagliato al centro del solaio di copertura, e dalla luce filtrata dalle lastre di alabastro degli affacci dal primo piano.
Un "fasto bizantineggiante" si rivela nel rivestimento in lastre di marmo rosso Castelpoggio fino a metà delle pareti, poi trattate a stucco romano, nella pavimentazione in legno noce e rovere su cui si eleva, sul lato di testa, una pedana in marmo Castelpoggio per le poltrone reali.
Al centro della parete di testa, inquadrato da paraste ancora in marmo rosso, campeggia un pannello a mosaico di tessere azzurre e oro, con il prezioso disegno del nodo sabaudo, la scritta FERT e originariamente una corona al centro. Le vetrate di comunicazione con i due vestiboli sono incorniciate in marmo bianco apuano.
Dal vestibolo d'uscita, che presenta finiture identiche a quello d'onore, si diparte la scala di comunicazione con il piano superiore, con gradini in marmo statuario e marmo pavonazzo d'Arni per il rivestimento e il corrimano.
La stessa cura si riscontra nel trattamento delle salette riservate, di cui quella già dei ministri attualmente adibita ad uffici RFI.

## Bibliografia

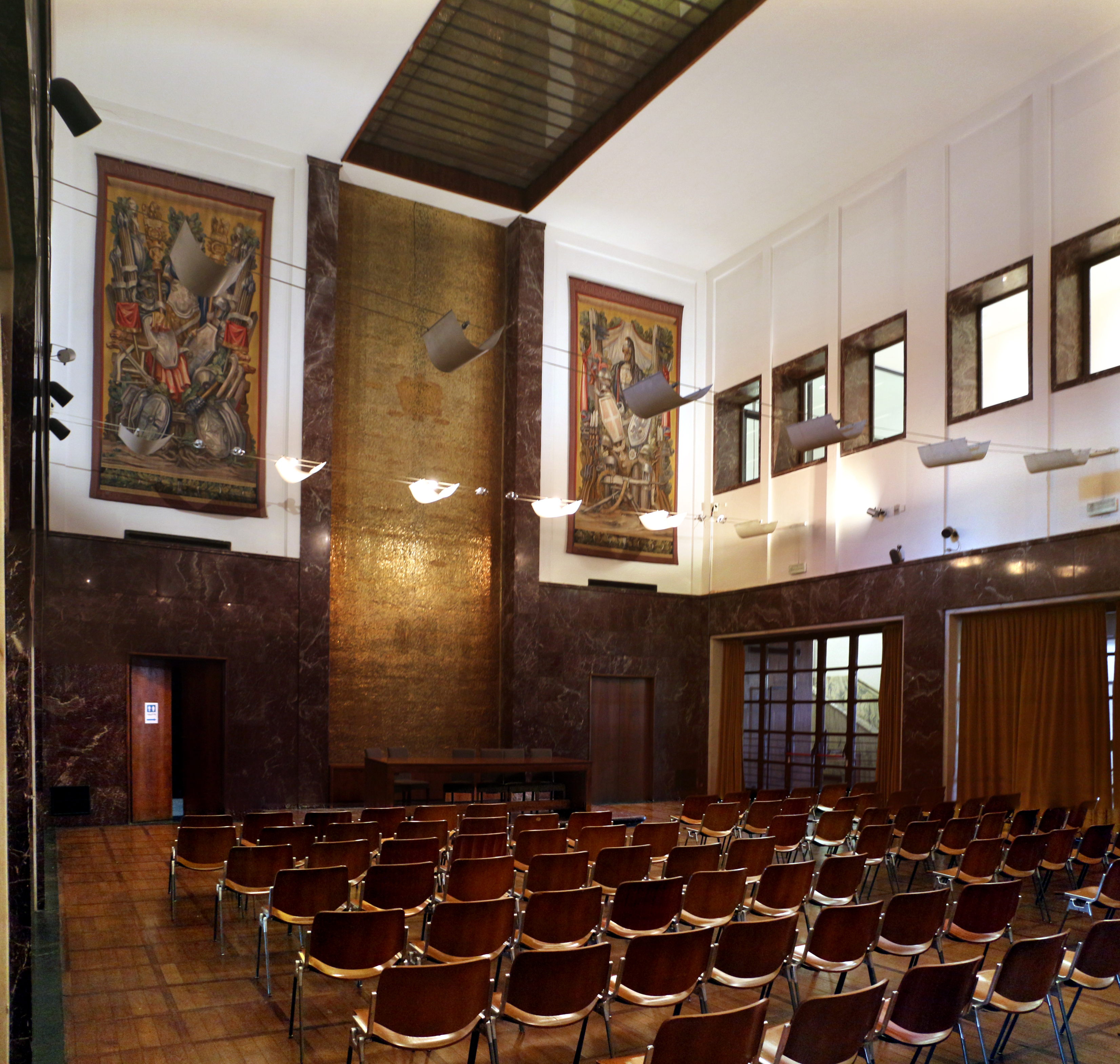
Il salone

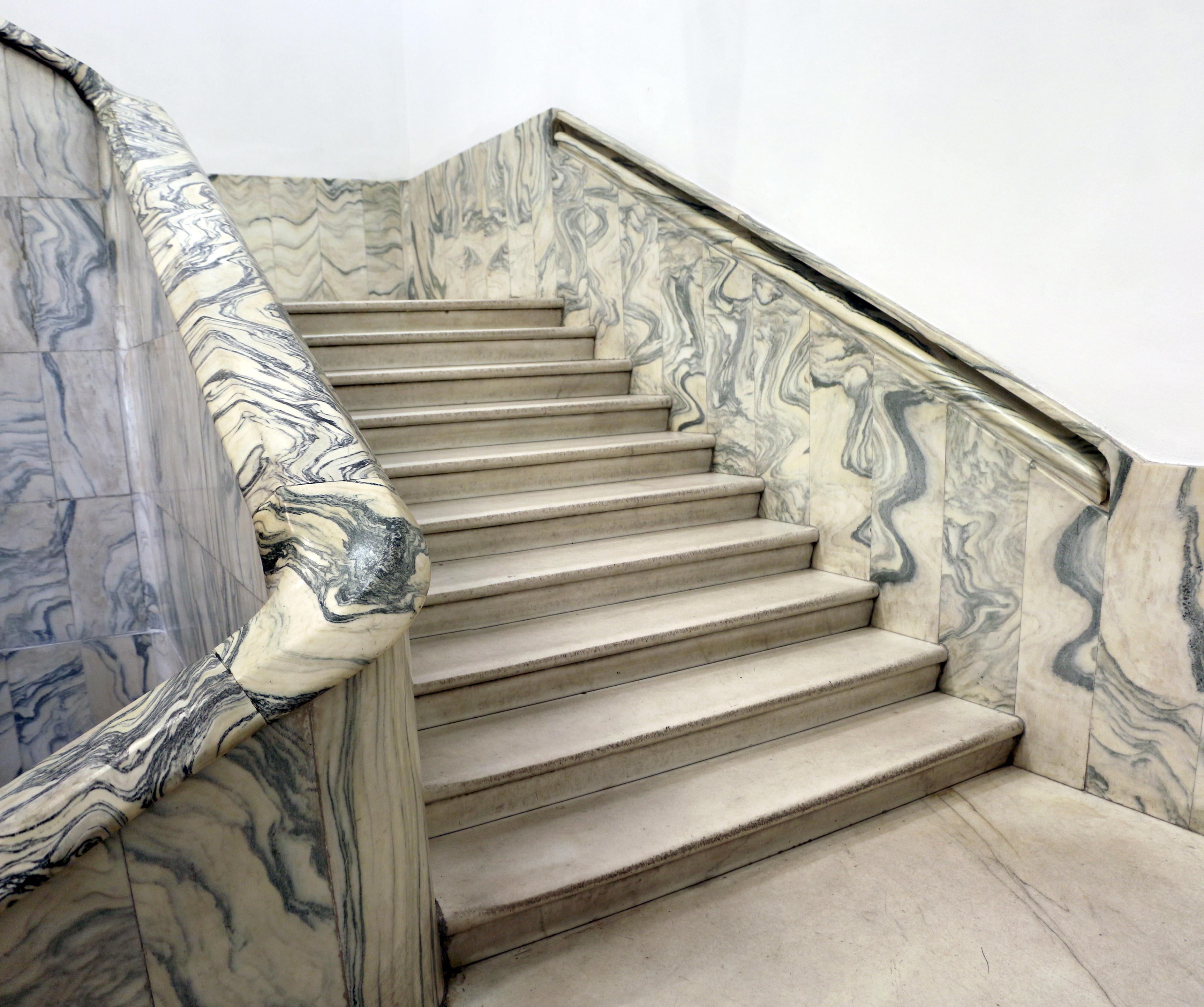
La scalinata